# 花田内匠
花田 内匠（はなだ たくみ、生没年不詳）とは、江戸時代にいたとされる浮世絵師。

## 来歴
貞享4年（1687年）刊行の『男色大鑑』（井原西鶴著）第五巻、「思ひの焼付は火打石売」にその名が見えるが、この『男色大鑑』以外に名は見えず作も伝わらないので、架空の人物かといわれている。「思ひの焼付は火打石売」によれば「承応元年秋の夜」に、「ある御所方の南おもて」に貴人が集まり最初は笙を奏したが、そのうち一人が「川原の野郎若衆、聞きしばかりにて見ぬ事ぞかし。せめてはその姿ありのままに移せよ」と言い、「浮世絵の名人花田内匠といへる者」にその若衆たちの姿を描かせたという。